# Isla de Isabel II
Isla de Isabel II är en ö som tillsammans med Isla del Congreso och Isla del Rey  utgör den spanska ögruppen Islas Chafarinas som är belägen precis utanför Marockos kust. Ön ligger således i landets södra del, cirka 600 km söder om huvudstaden Madrid och har en area på 0,17 kvadratkilometer. Ön är en del av Plazas de soberanía. 
Ön ingick ej i det spanska protektoratet Marocko, och förblev således en del av Spanien efter Marockos självständighet 1956. Marocko hävdar dock att ön är en legitim del av Marocko, något som Spanien förnekar. Ön är namngiven efter den spanska drottningen Isabella II.

## Befolkning

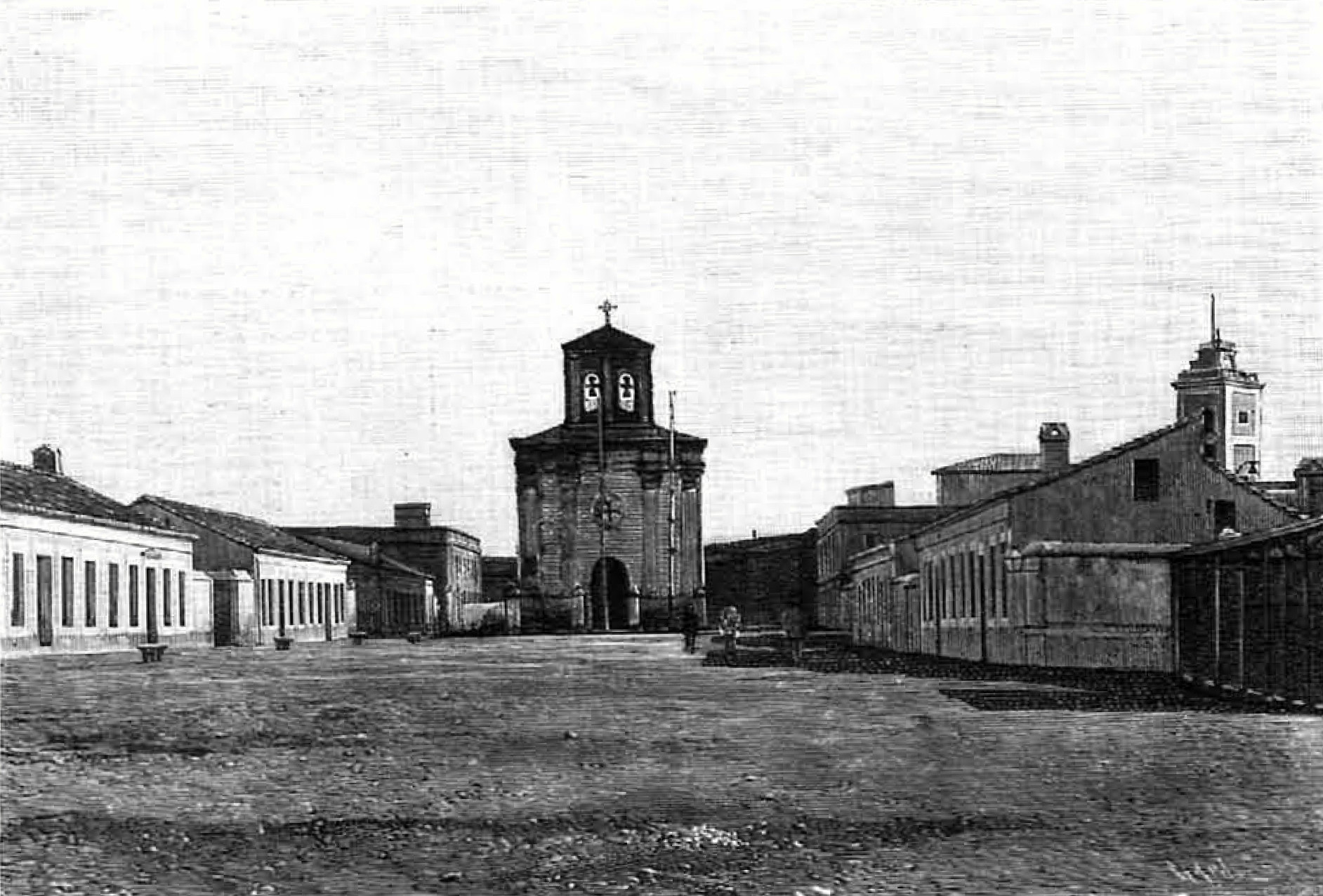
Öns bosättning 1893.

Av Islas Chafarinas är ön Isabell II den enda bebodda med en befolkning på cirka tusen personer, och hela befolkningen består av anställda vid det spanska försvaret och den spanska marinen.  
Under sommarmånaderna bor det dessutom arkeologer på ön. De utför utgrävningar av en plats där fynd från neolitikum gjorts. Dessa utgrävningar utförs som en del av det spanska medelhavskulturinstitutets projekt om att utröna tidpunkten för öns tidiga befolkning.
Öns högsta punkt är 35 meter över havet. Den sträcker sig 0,6 kilometer i nord-sydlig riktning, och 0,5 kilometer i öst-västlig riktning.